# Lekotéka
Lekotéka je knihovna nebo část knihovny, která půjčuje didaktické hračky a hry, může obsahovat také zvukové knihy, maňásky, muzikoterapeutické hudební nástroje, tyflopomůcky a podobně. Tyto pomůcky slouží k rozvíjení jemné motoriky, jazykových dovedností, zrakového, prostorového a hmatového vnímání, rozlišování barev a tvarů, pomáhají zlepšovat postřeh, logické myšlení a další dovednosti zejména u dětí se speciálními vzdělávacími potřebami.
Slovo lekotéka pochází ze švédštiny, první lekotéka byla na pomoc handicapovaným dětem otevřena v roce 1963 ve švédském Stockholmu.
V ČR získala za zavedení služby lekotéka ocenění Knihovna roku 2014 v kategorii informační počin Knihovna Jiřího Mahena v Brně . Lekotéku dnes nabízí například Krajská knihovna Karlovy Vary, Knihovna města Hradce Králové, Knihovna města Plzně, Městská knihovna Louny a další knihovny.
Lekotéka byla původně určena pro děti, ale existují i lekotéky pro dospělé nebo pro seniory. Lekotéka pro seniory může obsahovat didaktické a terapeutické pomůcky, které pomáhají například s rozvojem kognitivních funkcí (paměť, koncentrace, pozornost, schopnost porozumět, řeč, prostorová orientace), tréninkem smyslů, podporou jemné motoriky nebo s posilováním sociálních a komunikačních dovedností. Je možné je využít i v případě některých neurodegenerativních onemocnění jako je Alzheimerova nebo Parkinsonova choroba, po mozkové mrtvici nebo po úrazech.